# Los Lobos
Los Lobos (španělsky Vlci) je americká rocková skupina ovlivněná tradiční španělskou a mexickou hudbou. Vznikla v roce 1973 v Los Angeles. První velké veřejné vystoupení měli na olympijském stadionu v Los Angeles. Největších úspěchů dosáhli v osmdesátých a devadesátých letech dvacátého století. Do Los Lobos patří: David Hidalgo, Louie Pérez, Cesar Rosas, Conrad Lozano, Steve Berlin a neoficiálním členem kapely je Cougar Estrada-Tour. Los Lobos zatím vydali 16 desek. Jejich největší hit je píseň La Bamba ze stejnojmenného filmu. Do dneška také získali tři ceny Grammy, jednu za soundtrack k filmu Desperado a dvě další za nejlepší mexicko-americký výkon. Coververzi jejich písně Angel dance vydal na albu Band of Joy v září roku 2010 Robert Plant, bývalý člen skupiny Led Zeppelin.

## Diskografie
- Si Se Puede (1976)
- Los Lobos del Este de Los Angeles (1978)
- ...And a Time to Dance  (1983)
- How Will the Wolf Survive? (1984)
- By the Light of the Moon  (1987)
- La Pistola y El Corazón (1988)
- The Neighborhood (1990)
- Kiko (1992)
- Music for Papa's Dream  (1995)
- Colossal Head  (1996)
- This Time (1999)
- Good Morning Aztlán  (2002)
- The Ride (2004)
- Ride This (2004)
- Live at the Fillmore  (2005)
- Acoustic En Vivo  (2005)
- The Town and the City  (2006)